# Gwiazdozbiór Skorpiona
Skorpion (znany także jako Niedźwiadek, łac. Scorpius, dop. Scorpii, skrót Sco) – 33. co do wielkości gwiazdozbiór nieba, jedna z konstelacji zodiakalnych. Znajduje się na południowej półkuli nieba, jednak pod koniec lata z terenów Polski da się niekiedy dojrzeć tuż ponad horyzontem kilka gwiazd tego gwiazdozbioru, między innymi β, σ, π i α Scorpii (Antares). W całości widoczny na południe od równoleżnika 45°N. W naszych czasach przez gwiazdozbiór Skorpiona przebiega tylko 6,5° ekliptyki – nieco ponad 1/5 znaku. Słońce przebywa na tle tego gwiazdozbioru od 23 do 30 listopada, po czym kolejne trzy tygodnie spędza w nienależącym do Zodiaku gwiazdozbiorze Wężownika. Liczba gwiazd dostrzegalnych nieuzbrojonym okiem wynosi około 100.
Najjaśniejszą gwiazdą tej konstelacji jest Antares.

## Mity i legendy
Skorpion to jeden z najstarszych znanych gwiazdozbiorów. Pięć tysięcy lat temu rozpoznawany był przez cywilizację Sumerów. Już wtedy był to Gir-Tab (Skorpion). Historia Skorpiona jest ściśle związana z historią Oriona. Orion był potężnym myśliwym. Stał się tak pewny siebie, że ogłosił, iż jest w stanie zabić wszystkie zwierzęta na Ziemi.
W mitologii greckiej Skorpion był tym, który zabił Oriona. Według jednej z legend Gaja wysłała skorpiona po tym, jak Orion próbował zgwałcić Artemidę, grecką boginię przyrody i łowiectwa. Inna mówi, że to Matka Ziemia wysłała skorpiona, by upokorzyć Oriona, gdyż ten przechwalał się, że potrafi zabić każdą dziką bestię. Walka trwała bardzo długo, w końcu Orion zmęczył się i zasnął. Wtedy skorpion śmiertelnie go użądlił. Przyczyną upadku była jego pycha. Pojedynek skorpiona z Orionem był na tyle widowiskowy, że oglądający go Zeus postanowił walczących umieścić na niebie. Orion został umieszczony niemal naprzeciwko skorpiona, swojego przeciwnika. Orion wschodzi tylko wtedy, gdy Skorpion zajdzie, a kiedy Skorpion wschodzi, Orion znika za horyzontem. Grecy uważali, że konstelacja Skorpiona składa się z dwóch części: kleszczy i ciała. Później Rzymianie z wydłużonych kleszczy greckiego Skorpiona utworzyli nowy gwiazdozbiór – Wagę.

## Gwiazdy Skorpiona
Tak jak w przypadku Strzelca również w Skorpionie nazwy Bayera nie odtwarzają porządku jasności gwiazd. Na przykład drugą co do jasności gwiazdą po Alfie jest Lambda (λ).
W centrum Skorpiona świeci na czerwono Antares, będący środkiem skorpiona. Ogon stanowi pokręcona linia gwiazd biegnąca poprzez Tau, Epsilona, Mi, Zetę, Etę, Thetę, Jotę i Kappę, a Lambda i Ypsilon tworzą kolec na końcu ogona. Natomiast w bardziej współczesnych wersjach kleszcze skierowane w stronę głowy skorpiona są ukształtowane przez nieco zagiętą linię gwiazd: Ni, Betę i Deltę z jednej strony oraz Pi i Ro z drugiej. Jednak tę konstelację można sobie wyobrazić jeszcze inaczej, jak to czynili Grecy: użyć Alfy i Bety Wagi i zobaczyć w pełni rozciągnięte kleszcze.
- Antares (α) Scorpii, to czerwony nadolbrzym setki razy większy od Słońca. Leży na tyle blisko ekliptyki, że dość często bywa zakrywany przez Księżyc. Barwa Antaresa jest podobna do barwy Marsa i stąd jego nazwa (Ares, bóg wojny, był greckim odpowiednikiem Marsa). Gwiazda pierwszej wielkości leży w centrum Skorpiona, będąc środkiem skorpiona. Jest piętnastą gwiazdą pod względem jasności na ziemskim niebie. To drugi pod względem odległości od Słońca czerwony nadolbrzym i 15. razy masywniejszy od naszej gwiazdy. Jest 60 tysięcy razy jaśniejszy i świeci z odległości 600 lat świetlnych. Gdyby znalazł się w miejscu Słońca, to jego powierzchnia znajdowałaby się w połowie drogi między Marsem a Jowiszem. Prawie na pewno eksploduje jako supernowa w ciągu najbliższych milionów lat[1]. Ma niebieskiego towarzysza o piątej wielkości gwiazdowej. Okres orbitalny układu szacuje się na ponad 1200 lat[5].
- Acrab Beta (β) Scorpii (d. Graffias) to para gwiazd o składnikach trzeciej i piątej wielkości, które można rozdzielić w małych teleskopach. Są to niezwiązane ze sobą niebieskobiałe gwiazdy ciągu głównego, położone w odległościach 530 i 1100 lat świetlnych[5].
- Dschubba Delta (δ) (arab. „czoło”) – niebieskobiała gwiazda położona w odległości 402 lat świetlnych. W roku 2000 jej jasność obserwowana, wynosząca normalnie 2,3m, zaczęła się zwiększać, prawdopodobnie wskutek wyrzucania w przestrzeń obłoku gazu, osiągając 1,6m w roku 2002. Od tego czasu wielkość gwiazdowa powróciła do pierwotnej wartości[5].
- Epsilon (ε) Sco (Larawag) to pomarańczowy olbrzym drugiej wielkości gwiazdowej leżący w odległości 65 lat świetlnych[5].
- ζ1 ζ2 (Zeta1 ζ2) są to widoczne gołym okiem dwie niezwiązane ze sobą fizycznie gwiazdy. Zeta2 jest pomarańczowym olbrzymem czwartej wielkości gwiazdowej, odległym o 151 lat świetlnych. Natomiast Zeta1 to niebieski nadolbrzym, którego jasność zmienia się nieregularnie. Jest prawdopodobnie oddalonym składnikiem gromady otwartej NGC 6231[5].
- Theta (θ) Sco (Sargas) to biały olbrzym położony w odległości 272 lat świetlnych od Słońca. Ma towarzysza o szóstej jasności obserwowanej, do zobaczenia w małym teleskopie[5].
- Lambda (λ) Sco (Shaula), niebieskobiała gwiazda odległa o 703 lata świetlne[5].
- Para niezwiązanych ze sobą fizycznie gwiazd Mi1 Sco (Xamidimura) i Mi2 Sco (Pipirima), widoczna nieuzbrojonym okiem. Mi1 to układ podwójny zaćmieniowy (822 lata świetlne), którego wielkość gwiazdowa zmienia się w czasie 34 godzin i 43 minut. Z kolei Mi2 jest niebieskobiałą gwiazdą o jasności obserwowanej 3,6m, leżącą w odległości 517 lat świetlnych[5].
- Odległa o 437 lat świetlnych gwiazda poczwórna, podobna do „podwójnej gwiazdy podwójnej” w gwiazdozbiorze Lutni to Ni (ν) Sco[5].
- Słynna gwiazda wielokrotna Ksi (ξ) Sco jest odległa od nas o około 95 lat świetlnych. W małym teleskopie wygląda jak biała gwiazda o czwartej wielkości, mająca pomarańczowego towarzysza ósmej wielkości. Nieopodal widoczna jest słabsza para Σ 1999 (Struve 1999), złożona z gwiazd ósmej wielkości związanych grawitacyjnie z ksi Skorpiona[5].
- Omega1 i Omega2 to para niezwiązanych ze sobą grawitacyjnie gwiazd, do rozróżnienia nieuzbrojonym okiem. Omega1 jest niebieskobiałą gwiazdą ciągu głównego o jasności obserwowanej czwartej wielkości, leżącą w odległości 424 lat świetlnych; Omega2 jest żółtym olbrzymem piątej wielkości oddalonym od nas o 265 lat świetlnych[5].
- RR Sco jest czerwonym olbrzymem, gwiazdą zmienną Mira Ceti, której jasność zmienia się w zakresie 5–12m w czasie około dziewięciu miesięcy. Jest oddalona od nas o 1150 lat świetlnych[5].

## Interesujące obiekty
Amatorzy znajdą wiele ciekawych obiektów w Skorpionie. Konstelacja ta ma piękny zbiór obiektów, w szczególności gromad otwartych i kulistych. Wyjątkowy pod tym względem jest ogon Skorpiona, który jest zanurzony w najjaśniejszej części Galaktyki.
- Obok Antaresa, 1,3° znajduje się jedna z najbliższych nam gromad kulistych M4 (NGC 6121), oddalona od Słońca zaledwie o 7200 lat świetlnych). Astronomowie odnaleźli w niej dwie klasy gwiazd, które prawdopodobnie powstały w dwóch różnych momentach historii Wszechświata. Zidentyfikowano je, wyznaczając ilość pierwiastków ciężkich dla najjaśniejszych gwiazd w gromadzie. Ma rozmiary niewiele mniejsze niż tarcza Księżyca i odnalezienie jej jest bardzo łatwe. M4 znajduje się stosunkowo blisko, jest więc przedmiotem badań astrofizyków[4]. Cechą wyróżniającą gromadę jest przecinająca jądro gromady linia gwiazd o niemal równej jasności, leżących w zbliżonych odległościach od siebie. W 15-centymetrowym teleskopie wielkie halo rozdziela się na liczne blade gwiazdy z niewielkim zagęszczeniem w kierunku centrum[1].
- Inna ciekawa gromada kulista to M80 (NGC 6093) będąca jedną z najzasobniejszych w gwiazdy gromad Drogi Mlecznej. Położona między Antaresem a Graffiasem znajduje się w odległości 32 600 lat świetlnych. W gromadzie odkryto sporo gwiazd należących do błękitnych maruderów – gwiazd, które wyglądają na młodsze niż sama gromada. Wiek M80 szacowany jest na 12,5 miliarda lat. W 1860 roku gromada została przyćmiona przez gwiazdę nową T Scorpii, która wybuchła w jej granicach, osiągając jasność widomą 7m[4]. Gromada bardzo atrakcyjna dla amatorskich obserwacji[6].
- Trzecia znana gromada kulista to NGC 6388, o jasności 6,9m i średnicy kątowej 8,7′. W amatorskim teleskopie bez problemu zobaczymy pojedyncze gwiazdy[6].
- W pobliżu gwiazdy G Skorpion czwartej wielkości można znaleźć mocno skoncentrowaną gromadę kulistą NGC 6441. Jest dobrze widoczna w 15-centymetrowym teleskopie, chociaż bez pojedynczych gwiazd[1].
- Młoda gromada otwarta M6 (NGC 6405), zwana Motylem, to najbliżej kątowo położona od centrum Galaktyki gromada z katalogu Messiera. Nazywana jest Gromadą Motyla ze względu na kształt, w jaki układają się w niej gwiazdy. Zawiera blisko 100 gwiazd na wczesnym etapie ewolucji. Znajduje się w odległości 1600 lat świetlnych i zajmuje na niebie obszar porównywalny z tarczą Księżyca. Odkrywcą był XVII-wieczny astronom Giovanni Hodierna. Spekuluje się, że gromadę miał szansę zaobserwować Klaudiusz Ptolemeusz[4].
- Na północny wschód od gwiazdy Lambda (λ) (kolec jadowy) znajduje się gromada otwarta M7, zwana Gromadą Ptolemeusza. Ten starożytny uczony jako pierwszy wspomina o niej w swoich dziełach. Zawiera około 80. stosunkowo młodych gwiazd (ich wiek to niespełna 200 milionów lat). Rozrzucone są w polu odpowiadającym nieco ponad siedmiu tarczom Księżyca. Znajdują się w odległości 980 lat świetlnych od Słońca. Ze względu na deklinację około –35° obiekt praktycznie niemożliwy do dostrzeżenia z Polski[4]. Widoczna nieuzbrojonym okiem jako mgiełka otaczająca żądło Skorpiona[6].
- Godną uwagi jest NGC 6124 gromada otwarta, znajdująca się na granicy z konstelacją Wilka. Jest to odległo o 16 800 lat świetlnych niewielka gromada składająca się ze 125 gwiazd[4].
- Kolejna gromada otwarta NGC 6231 znajdująca się niedaleko pary gwiazd ζ1  i ζ2 o całkowitej jasności 2,6m, i średnicy kątowej 15′, należy do najmłodszych tego typu obiektów w naszej Galaktyce. Jej wiek ocenia się na zaledwie 3,2 mln lat. Położona w odległości 5900 lat świetlnych, składa się z kilkuset gwiazd i wchodzi w skład asocjacji OB1 Skorpiona. Odkryta przez Hodiernę[4][6]. NGC 6231 jest połączona z większą, rozproszoną gromadą słabych gwiazd, zwaną Trumpler 24 lub Harvard 12, znajdująca się 1° na północ i jest widoczna przez lornetkę. Warkocz gwiazd łączących te gromady wyznacza jedno ze spiralnych ramion naszej Galaktyki[5].
- NGC 6242 gromada otwarta o klinowatym kształcie, złożona z gwiazd siódmej wielkości i słabszych. Można ją dostrzec przez mały teleskop. Znajduje się w odległości około 3500 lat świetlnych[5].
- NGC 6281 gromada otwarta o prostokątnym kształcie, składająca się z ponad 50 gwiazd ósmej wielkości i słabszych. Widać ją w małym teleskopie. Jest oddalona o 1800 lat świetlnych[5].

W konstelacji można znaleźć kilka mgławic planetarnych. Najlepsze do obserwacji są NGC 6302 i NGC 6337. Obydwie położone są w pobliżu gwiazd kolca skorpiona, Lambdy i Ypsilona.
- NGC 6302 nazywana jest Mgławicą Robak; w dużym amatorskim teleskopie wygląda trochę jak mała niebieskawa mrówka. W 20-centymetrowym teleskopie dostrzeżemy niewielki wydłużony korpus i kilka szczegółów które można zinterpretować jako odnóża.
- NGC 6337 to idealny bardzo cienki pierścień bladej mgły, czasem nazywana Mgławicą Cheerios, bo przypomina jeden z płatków śniadaniowych[1].
- Najsilniejsze źródło rentgenowskie na niebie to Scorpius X-1. Jest to układ podwójny złożony z błękitnego olbrzyma trzynastej wielkości i gwiazdy neutronowej.